# Upplands runinskrifter 625
Upplands runinskrifter 625 är en vikingatida runsten av granit som funnits vid Välla tä, Bro socken och Upplands-Bro kommun.  Stenen finns nu vid Säbyholm. Runstenen är cirka 1,90 meter hög, cirka 1,80 meter bred och cirka 0,55 meter tjock. Runhöjden är 9-10 centimeter.

## Inskriften
Translitterering av runraden:
-...--...r × auk × kulifr × au(k) (×) bi--- ... ...--(r) × litu × r(a)... ... -in ×
Normalisering till runsvenska:
... ok Guðlæifʀ ok Bi[orn] ... ... letu ræ[isa] ... [s]inn.
Översättning till nusvenska:
... och Gudlev och Björn ... lät resa ... sin ...